# Алексенко, Алексей Юрьевич
Алексе́й Ю́рьевич Але́ксенко (18 августа 1960 — 1 января 2025) — российский молекулярный генетик и научный журналист, шеф-редактор журнала «Сноб» (2012—2017) и главный редактор журнала «Вокруг света» (2020—2025).

## Биография
Учился физике в МИФИ, позднее генетике в аспирантуре, кандидат биологических наук, молекулярный генетик.
С 1998 года публиковался в периодических изданиях.
Работал в Men’s Health, GQ (шеф-редактор), Forbes (редактор отдела мнений).
В 2006—2008 годах являлся главным редактором журнала Departures, издаваемого издательским домом Hachette Filipacchi Shkulev.
Работал в журнале «Сноб» в качестве научного редактора, шеф-редактора (с марта 2012 года по декабрь 2017 года) и временно исполяющего обязанности главного редактора.
С декабре 2020 года по 1 января 2025 года был главным редактором журнала «Вокруг света».
Редактировал сборник «Почему наш мир таков, каков он есть?» (АСТ, 2015) и книги Петра Авена «Время Березовского» (Corpus, 2017).
Умер 1 января 2025 года в возрасте 64 лет.

## Награды
В 2019 году занял второе место на конкурсе Rusnano Russian Sci&Tech Writer of the Year со статьёй «Генетическая западня: как поймать законопослушного белого маньяка».

## Книги
- Алексенко, Алексей Юрьевич. Секс с учёными. Половое размножение и другие загадки биологии. — Альпина нон-фикшн, 2023.